# 黑茨费尔德
黑茨费尔德是德国莱茵兰-普法尔茨州的一个市镇。总面积2.67平方公里，总人口34人，其中男性20人，女性14人（2011年12月31日），人口密度13人/平方公里。